# Tholos de Atenas
El Tholos (en griego antiguo: Θόλος) fue un edificio situado en lado occidental del Ágora de Atenas, en el lado sur del Buleuterio.

## Historia
El edificio era la sede de los pritanos (los 50 consejeros que presidían por turno la Boulé). Estos magistrados ejercían el poder ejecutivo durante un mes. Investigaciones más recientes sugieren que el antiguo Pritaneo de Atenas propiamente dicho estaba situado en otro lugar de la ciudad. El tholos se interpreta en cambio como un Pritanico, una especie de anexo del Pritaneo.
Este lugar fue el emplazamiento de un edificio, el  Pritanicon, anterior a la época arcaica, en torno a 550-525 a. C. Es posible que originalmente sirviera de residencia a los tiranos de la familia pisistrátida. En el período de la democracia ateniense fue ocupada por los pritanos.
El Tholos redondo se construyó en el mismo lugar aprincipios del período clásico, hacia 470-465 a. C. Al parecer, se utilizaba junto con el Pritaneo para los usos para los que otras ciudades utilizaban solo un pritaneo.
Según Aristóteles, durante su mandato tomaban allí juntos su comida,a cargo del Estado.Un tercio de los pritanos (es decir, 17) pasaba toda la noche en el edificio, de modo que siempre hubiese magistrados disponibles.

## Descripción
Fue edificada en 465 a. C., después de la destrucción porJerjes I, durante la segunda guerra médica (480 a. C.), de un monumento más antiguo que tenía la misma función.
Este lugar tenía la función de comedor y cocina, siendo un lugar central en las actividades económicas de la polis.
Se conservaban allí los patrones de las medidas utilizadas para controlar las transacciones comerciales.
Según Pausanias:

Cerca del Buleuterio se halla el llamado Tholos, donde los prítanes hacen sacrificios, y hay algunas imágenes, no grandes, hechas de plata.

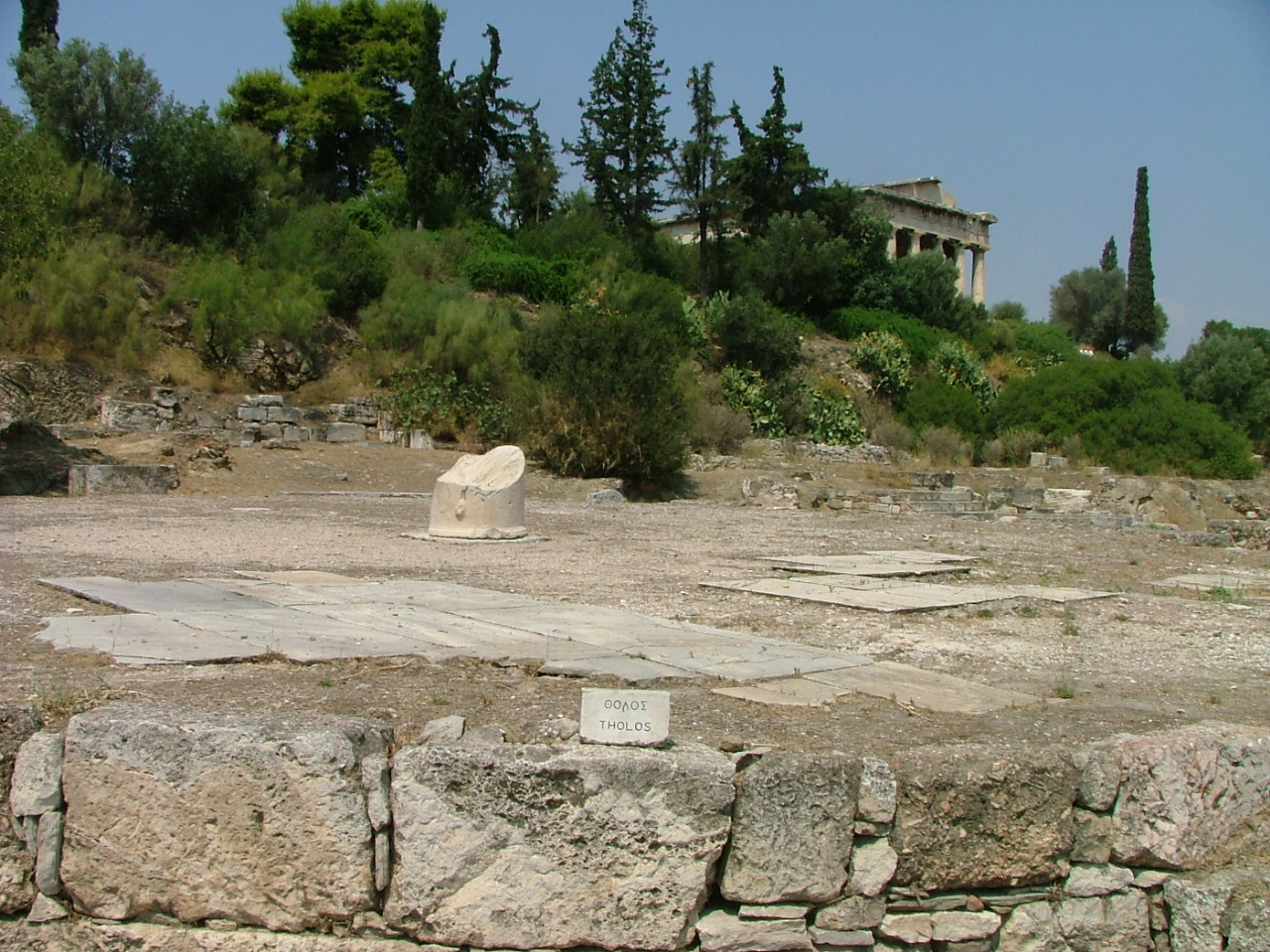
Vestigios del tholos.

El diámetro del edificio circular era de unos 18,3 m, con una puerta que se abría en el lado oeste. Tenía un muro exterior con una puerta y algunas ventanas. El techo era cónico, sostenido por 6 columnas centrales. El sencillo edificio estaba hecho de piedra caliza y ladrillos de barro y estaba recubierto en parte con tejas de terracota (algunas están en el Museo de la Acrópolis) y en parte con tejas de bronce, tal vez en el centro. A menudo se hacía referencia al edificio como Skias, porque su tejado cónico se asemejaba a un sombrero de sol. En el lado norte del edificio había un pequeño ala que servía de cocina. La forma del edificio no era especialmente adecuada para un comedor, por lo que es posible que no se utilizara como un comedor griego tradicional, sino como un comedor más sencillo.
Lo que queda del edificio son principalmente sus cimientos, desde los que se puede ver su forma circular. Entre otras cosas, se han encontrado en las ruinas vasos marcados como propiedad pública y ánforas de vino.
Las excavaciones fueron realizadas en 1934 por la Escuela Americana de Estudios Clásicos de Atenas.